# Campeonato Europeo de Patinaje de Velocidad sobre Hielo en Distancia Individual de 2020
El II Campeonato Europeo de Patinaje de Velocidad sobre Hielo en Distancia Individual se celebró en Heerenveen (Países Bajos) del 10 al 12 de enero de 2020 bajo la organización de la Unión Internacional de Patinaje sobre Hielo (ISU) y la Federación Neerlandesa de Patinaje sobre Hielo.
Las competiciones se realizaron en el estadio de hielo Thialf de la ciudad holandesa.

## Calendario
| Fecha       | Prueba                    |
| ----------- | ------------------------- |
| 10 de enero | 500 m F                   |
| 10 de enero | 1500 m F                  |
| 10 de enero | 1500 m M                  |
| 10 de enero | Velocidad por equipos F   |
| 10 de enero | Velocidad por equipos M   |
| 11 de enero | 1000 m F                  |
| 11 de enero | 500 m F                   |
| 11 de enero | 500 m M                   |
| 11 de enero | 3000 m F                  |
| 11 de enero | 5000 m M                  |
| 12 de enero | Persecución por equipos F |
| 12 de enero | Persecución por equipos M |
| 12 de enero | 1500 m F                  |
| 12 de enero | 1500 m M                  |
| 12 de enero | Salida en grupo F         |
| 12 de enero | Salida en grupo M         |

## Medallistas

### Masculino
| Evento                          | Oro                                                                      | Plata                                                                    | Bronce                                                                         |
| ------------------------------- | ------------------------------------------------------------------------ | ------------------------------------------------------------------------ | ------------------------------------------------------------------------------ |
| 500 m (11.01)                   | Pavel Kulizhnikov · Rusia · 34,38 s                                      | Dai Dai N'tab · Países Bajos · 34,47 s                                   | Ruslan Murashov · Rusia · 34,59 s                                              |
| 1000 m (12.01)                  | Pavel Kulizhnikov · Rusia · 1:07,09                                      | Thomas Krol · Países Bajos · 1:07,82                                     | Kai Verbij · Países Bajos · 1:08,38                                            |
| 1500 m (10.01)                  | Thomas Krol · Países Bajos · 1:43,67                                     | Denis Yuskov · Rusia · 1:44,80                                           | Patrick Roest · Países Bajos · 1:44,82                                         |
| 5000 m (11.01)                  | Patrick Roest · Países Bajos · 6:08,92                                   | Sven Kramer · Países Bajos · 6:10,76                                     | Denis Yuskov · Rusia · 6:12,26                                                 |
| Velocidad por equipos (10.01)   | Rusia · Ruslan Murashov · Viktor Mushtakov · Pavel Kulizhnikov · 1:18,92 | Noruega · Bjørn Magnussen · Håvard Lorentzen · Odin By Farstad · 1:20,18 | Suiza · Oliver Grob · Christian Oberbichler · Livio Wenger · 1:21,44           |
| Persecución por equipos (12.01) | Países Bajos · Patrick Roest · Marcel Bosker · Sven Kramer · 3:40,63     | Rusia · Denis Yuskov · Alexandr Rumiantsev · Danila Semerikov · 3:42,48  | Noruega · Sverre Lunde Pedersen · Håvard Bøkko · Hallgeir Engebråten · 4:43,39 |
| Salida en grupo (12.01)         | Bart Swings · Bélgica · 7:39,37                                          | Arjan Stroetinga · Países Bajos · 7:40,08                                | Danila Semerikov · Rusia · 7:40,34                                             |

### Femenino
| Evento                          | Oro                                                                       | Plata                                                                           | Bronce                                                                           |
| ------------------------------- | ------------------------------------------------------------------------- | ------------------------------------------------------------------------------- | -------------------------------------------------------------------------------- |
| 500 m (11.01)                   | Olga Fatkulina · Rusia · 37,40 s                                          | Vanessa Herzog · Austria · 37,49 s                                              | Anguelina Golikova · Rusia · 37,50 s                                             |
| 1000 m (12.01)                  | Jutta Leerdam · Países Bajos · 1:13,67                                    | Daria Kachanova · Rusia · 1:13,90                                               | Yekaterina Shijova · Rusia · 1:14,48                                             |
| 1500 m (10.01)                  | Ireen Wüst · Países Bajos · 1:54,88                                       | Yevgueniya Lalenkova · Rusia · 1:55,22                                          | Yekaterina Shijova · Rusia · 1:55,31                                             |
| 3000 m (11.01)                  | Esmee Visser · Países Bajos · 3:59,15                                     | Natalia Voronina · Rusia · 4:01,66                                              | Francesca Lollobrigida · Italia · 4:01,66                                        |
| Velocidad por equipos (10.01)   | Rusia · Anguelina Golikova · Olga Fatkulina · Daria Kachanova · 1:26,17   | Países Bajos · Femke Kok · Jutta Leerdam · Letitia de Jong · 1:26,62            | Polonia · Andżelika Wójcik · Kaja Ziomek · Natalia Czerwonka · 1:28,25           |
| Persecución por equipos (12.01) | Países Bajos · Ireen Wüst · Melissa Wijfje · Antoinette de Jong · 2.57,79 | Rusia · Yelizaveta Kazelina · Natalia Voronina · Yevgueniya Lalenkova · 2.59,04 | Bielorrusia · Maryna Zuyeva · Yauheniya Varabiova · Tatsiana Mijailava · 3.05,47 |
| Salida en grupo (12.01)         | Irene Schouten · Países Bajos · 8:23,37                                   | Francesca Lollobrigida · Italia · 8:23,80                                       | Melissa Wijfje · Países Bajos · 8:23,98                                          |

## Medallero
| Núm. | País         | Oro | Plata | Bronce | Total |
| ---- | ------------ | --- | ----- | ------ | ----- |
| 1    | Países Bajos | 8   | 5     | 3      | 16    |
| 2    | Rusia        | 5   | 6     | 6      | 17    |
| 3    | Bélgica      | 1   | 0     | 0      | 1     |
| 4    | Italia       | 0   | 1     | 1      | 2     |
| 4    | Noruega      | 0   | 1     | 1      | 2     |
| 6    | Austria      | 0   | 1     | 0      | 1     |
| 8    | Bielorrusia  | 0   | 0     | 1      | 1     |
| 8    | Polonia      | 0   | 0     | 1      | 1     |
| 8    | Suiza        | 0   | 0     | 1      | 1     |
|      | TOTAL        | 14  | 14    | 14     | 42    |